# David Bonneville
David Bonneville da Rocha Pereira (Porto, 7 de novembro de 1978) é um cineasta português.

## Biografia e obra
Licenciou-se em Som e Imagem pela Escola das Artes da Universidade Católica Portuguesa, e pela Universidade Pompeu Fabra, em Espanha. Ganhou a bolsa por mérito académico da Universidade de Westminster para o Mestrado em Argumento e Produção para Cinema e Televisão. Foi também um dos jovens cineastas seleccionados para o curso de realização do Programa da Fundação Calouste Gulbenkian com a Academia Alemã de Cinema de Berlim.
Bonneville vive entre Lisboa, Porto e Londres, onde trabalhou para a BBC. O realizador morou e trabalhou também em Barcelona e Paris. Tem uma carreira como docente tendo sido palestrante e formador na Universidade de Westminster, Universidade Católica Portuguesa, Masaryk University, ETIC - Escola de Tecnologias Inovação e Criação, entre outras.
O Último Banho é um filme cuja ação se desenrola no Douro. Ganhou os Prémios Sophia de Melhor Filme, Melhor Argumento Original e de Melhor Direção Artística nos galardões da Academia Portuguesa de Cinema. O filme venceu ainda o Globo de Ouro para Melhor Atriz de Cinema (Anabela Moreira) e o Prémio GDA Novo Talento (Martim Canavarro). Estreado nos festivais de Tóquio, Mostra de São Paulo e Gotemburgo, venceu ainda vários prémios em Paris, Oslo, Roma, Liverpool, Casablanca, Vancouver e no Festival de Cinema Luso-Brasileiro. No seu elenco principal conta com Martim Canavarro, Ângelo Torres e Miguel Guilherme. Teve várias emissões televisivas e em VOD em Portugal, Espanha, França e no Japão. 
Cigano (Palma de Ouro no Mexico Film Festival, Golden Cat no Izmir Film Festival; Prémio de Melhor Ficção no Elche Festival de Cine, Valencia, etc.), foi subsidiado pelo Ministério da Cultura / ICA / RTP. Teve estreia no Festival Internacional de Cinema de Locarno. Esteve nomeado em Guadalajara e SXSW South by Southwest.
Heiko (Melhor Curta Metragem no 24º Mix:Copenhagen Film Festival e Menção Especial no Festival de Slamdance, Park City, Utah, nos EUA). Bonneville foi realizador seleccionado para o Talent Campus no 58º Festival de Berlim, e o seu filme tem distribuição comercial em DVD no Reino Unido com a Peccadillo Pictures.
L'arc-en-ciel estreou no Fantsaporto e foi laureado com o  prémio de melhor actriz pelo desempenho de Sofia Ferrão (Festival Internacional de Cinema em Língua Portuguesa). Conta ainda com a interpretação de Carloto Cotta e Ana Moreira. É uma coprodução da Fundação Gulbenkian / RTP2 / David & Golias.

## Filmografia seleccionada
- 2025 - Dog Day
- 2023 - Um Filme Calado
- 2020 - O Último Banho
- 2013 - Cigano
- 2010 - Éden
- 2009 - L'Arc-en-ciel
- 2008 - Heiko
- 2007 - A Varanda (baseado na prosa poética de Filipa Leal)
- 2007 - Photomaton
- 2005 - Maquete